# 메러디스 이튼
메러디스 이튼(영어: Meredith Eaton, 1974년 4월 1일 ~ )은 미국의 배우이다.

## 출연 작품
- 턱스 & 케이커스 (2014)
- 더 원스 (미정, The Ones)
- 파라노이아 (2013)
- 언컨디셔널 러브 (2002)